# Pachycara crassiceps
Pachycara crassiceps és una espècie de peix de la família dels zoàrcids i de l'ordre dels perciformes.

## Morfologia
- Els mascles poden assolir 54 cm de longitud total.[4][5]

## Hàbitat
És un peix marí i d'aigües profundes que viu entre 900-2.191 m de fondària.

## Distribució geogràfica
Es troba a l'Atlàntic oriental: Senegal, Mauritània i el sud de les Illes Canàries.

## Observacions
És inofensiu per als humans.